# Orașul vechi din Salzburg
Orașul vechi din Salzburg cuprinde centrul istoric al orașului vechi Salzburg, Austria.
Orașul vechi se află la vest de Mönchsberg, în sudul fortăreței Festungsberg și Nonnberg.
La nord se află colina „Müllner Hügel”, astfel orașul vechi este apărat de dealuri din toate părțile. Partea estică a orașulului este limitat de râul Salzach,  în orașul vechi trăiesc ca. 2000 de locuitori.